# Нежить
Не́жить (у медичній практиці відомо під терміном рині́т; лат. rhinitis; від грец. ῥῑς, род. відм. ῥῑνός — «ніс», що також використовують поряд з лат. nasus) — запалення слизової оболонки носа, яке супроводжується закладеністю носа або надмірним виділенням носового слизу, іноді — чиханням.
Нежить, в першу чергу, спричинюють різні віруси, рідше інші мікроорганізми. Найчастіше відбувається розвиток риновірусної інфекції. Також досить частою причиною появи нежитю є алергічні захворювання, зокрема, контакт з пилом рослин тощо. Нерідко нежить відбувається при респіраторному потраплянні певних хімічних речовин. Розвитку нежитю сприяє переохолодження, сильна запиленість і загазованість повітря. Нежить — часта ознака гострих респіраторних вірусних інфекцій (наприклад, грипу, парагрипу тощо). У медичній практиці використовують нерідко термін «назофарингіт» або «ринофарингіт», підкреслюючи, що дуже часто йде парне ураження цих анатомічних структур.
Гостре запалення, що часто повторюється, може перейти в хронічний нежить. Вчені неодноразово підкреслювали, що уникнути інфекційного нежитю у дітей практично неможливо, тому що імунітет при цьому нетривалий, не може запобігти виникненню хвороби та її повторенню.

## Види
Риніт підрозділяють на три типи (хоча інфекційний риніт, з огляду на його швидкоплинну природу, зазвичай розглядають як окрему нозологічну одиницю): 1) інфекційний риніт, що включає гостру і хронічну бактеріальну інфекцією; 2) не алергійний чи вазомоторний риніт, що включає ідіопатичний, гормональний, атрофічний, професійний, смаковий і медикаментозний риніт; 3) алергійний риніт, спричинюваний пилком, пліснявою, пухом тварин, пилом, перуанським бальзамом та іншими алергенами, які потрапляють з повітрям.

### Медикаментозний риніт
Медикаментозний риніт (rhinitis medicamentosa) — форма неалергійного риніту, яку спричинюють ліки.

### Хронічний атрофічний риніт
Хронічний атрофічний риніт (rhinitis chronica atrophica) супроводжується атрофією слизової оболонки носа і носових залоз.

### Сухий риніт
Сухий риніт (rhinitis sicca) — хронічна форма сухості порожнини носа.

### Поліпозний риніт
Поліпозний риніт (rhinitis polyposa) супроводжується утворенням носових поліпів.

## Лікування
Головним у лікуванні є відновлення носового дихання, зменшення утворення носового слизу. Для цього застосовують різноманітні засоби, що зменшують розширення кровоносних судин у слизовій оболонці носових ходів. До таких засобів належать ксилометазолін, нафазолін, оксиметазолін, тетризолін, які вводять у вигляді крапель або спреїв. Необхідним є видалення надлишкового носового секрету, що у дітей досягають використанням гумових груш та інших засобів. Також рекомендують краплі або спреї, що містять протизапальні засоби. При наявності бактеріального нежитю можливим є застосування таких засобів в краплях або спреях, що містять антибіотик.

## Лікування засобами народної медицини
У народній медицині часто використовують проти нежитю сік алое або каланхое. Використовують й інші засоби, зокрема, сік цибулі, вдихання через ніс тліючих паличок часнику, мед із прополісом тощо.